# Hengoat
Hengoat (/ɛn.gwat/) est une ancienne commune française située dans le département des Côtes-d'Armor, en région Bretagne.
En 2003, la commune a obtenu le Label « Communes du Patrimoine Rural de Bretagne » pour la richesse de son patrimoine architectural et paysager.
Elle est aujourd'hui commune déléguée de la commune de La Roche-Jaudy.

## Langue bretonne
- L'adhésion à la charte Ya d'ar brezhoneg label 2 a été votée par le conseil municipal le 26 janvier 2009.

## Géographie
Hengoat possède une altitude qui varie entre un minimum de 9 mètres et un maximum de 82 mètres pour une altitude moyenne de 46 mètres couvre une superficie de 619 hectares soit 6,19 km2. 
Hengoat est proche du Parc naturel régional d'Armorique, la commune dont la mairie se situe à 43 mètres d'altitude n'accueille aucune réserve naturelle sur son territoire.
Les coordonnées géographiques de Hengoat en décimales sont : 48,7436111111° de latitude et -3,19722222222° de longitude.
Les coordonnées géographiques sexagésimales de Hengoat sont : 48° 44′ 37″ N, 3° 11′ 50″ O.
Les coordonnées cartographiques en projection Lambert 93 de Hengoat sont : X : 244560 Y : 6867110.
Les coordonnées cartographiques en projection Lambert II étendu de Hengoat sont : X : 192882 Y : 2430407.
Le portail de la prévention des risques majeurs français a référencé 4 événements survenus sur la commune de Hengoat. Ci-dessous, voici la liste complète des catastrophes naturelles ou technologiques survenues sur le territoire de la commune :
- inondations, coulées de boue, glissements et chocs mécaniques liés à l'action des vagues du 25 au 29 décembre 1999 ;
- inondations et coulées de boue du 15 janvier au 15 février 1988 ;
- tempête du 15 au 16 octobre 1987 ;
- inondations et coulées de boue du 28 au 30 juin 1986.

Le risque sismique sur le territoire de la commune de Hengoat est faible car elle se trouve dans une zone de sismicité de 2/5.
Il existe un potentiel radon moyen ou élevé sur tout le territoire de la commune, cet élément est un gaz radioactif produit par la désintégration de l'uranium présent dans les roches.
Dans un rayon de 150 km autour de Hengoat, il y a 2 centrales nucléaires implantées : le siite nucléaire de Brennilis à 66 km et la centrale nucléaire de Flamanville à 130 km. La présence de ces centrales présente un risque nucléaire potentiel pour la commune.
5 risques majeurs potentiels sont signalés par les services de l'état et peuvent survenir sur le territoire de la commune, voici la liste de ces derniers :
- inondation ;
- mouvement de terrain ;
- phénomène lié à l'atmosphère ;
- phénomènes météorologiques ;
- radon.

## Toponymie
Le nom  de la localité est attesté sous les formes Hengoet en 1330, Hennegouet en 1371, Hengoet en 1380, 1450 et en 1486, Hengoat dès 1505.
Hengoat vient de hen (vieux) et de coat ou goat (bois).

Hengoat signifie donc littéralement « le Vieux Bois ».
L'adjectif Hen sera supplanté dès le XIe siècle par coz, ce qui veut dire que les noms qui le contiennent sont très anciens, remontant au haut Moyen Âge.

## Histoire

### Le XXe siècle

#### Les guerres du XXe siècle
Le monument aux Morts porte les noms de 34 soldats morts pour la Patrie :
- 29 sont morts durant la Première Guerre mondiale.
- 5 sont morts durant la Seconde Guerre mondiale.

#### Période contemporaine
Le 1er janvier 2019, la commune fusionne avec Pommerit-Jaudy, Pouldouran et La Roche-Derrien pour former la commune nouvelle de La Roche-Jaudy dont la création est actée par un arrêté préfectoral du 29 octobre 2018.

## Héraldique
| Blason | Blasonnement : De sable à l'aigle d'argent. |

## Politique et administration

### Liste des maires
| Période                                  | Période                    | Identité                    | Étiquette       | Qualité                                                                  |
| ---------------------------------------- | -------------------------- | --------------------------- | --------------- | ------------------------------------------------------------------------ |
| Les données manquantes sont à compléter. |                            |                             |                 |                                                                          |
| ca. 1901                                 |                            | François Le Montréer        | Libéral         | Agriculteur Conseiller d'arrondissement (1901 → 1910)                    |
| avant 1933                               | après 1937                 | Joseph Le Rolland           | RG              | Médecin Conseiller général de La Roche-Derrien (1933 → 1940)             |
| mai 1945                                 | avril 1960 (décès)         | Jean Bouget (1900-1960)     | PRRRS puis SFIO | Cultivateur Conseiller général de La Roche-Derrien (1945 → 1949)         |
| 1960                                     | mars 1971                  | Alexandre Le Coz            |                 |                                                                          |
| mars 1971                                | septembre 1980 (démission) | Jean Thomas                 |                 | Agriculteur                                                              |
| Les données manquantes sont à compléter. |                            |                             |                 |                                                                          |
| mars 1983                                | mars 2001                  | François Person (1937-2020) |                 | Exploitant agricole retraité, maire honoraire (2001)                     |
| mars 2001                                | mars 2008                  | Jean-François Duyck         | SE-DVD          | Directeur d'hôpital en disponibilité                                     |
| mars 2008                                | mars 2014                  | Joël Jégou                  |                 | Salarié agricole retraité                                                |
| mars 2014                                | décembre 2018              | Bernard Frémery             |                 | Commercial retraité Vice-président de la CC du Haut-Trégor (2013 → 2016) |

### Liste des maires délégués
| Période        | Période     | Identité           | Étiquette | Qualité               |
| -------------- | ----------- | ------------------ | --------- | --------------------- |
| 7 janvier 2019 | 23 mai 2020 | Bernard Frémery    |           | Commercial retraité   |
| 23 mai 2020    | En cours    | Marie-France Jégou |           | Enseignante retraitée |

## Démographie
L'évolution du nombre d'habitants est connue à travers les recensements de la population effectués dans la commune depuis 1793. Pour les communes de moins de 10 000 habitants, une enquête de recensement portant sur toute la population est réalisée tous les cinq ans, les populations de référence des années intermédiaires étant quant à elles estimées par interpolation ou extrapolation. Pour la commune, le premier recensement exhaustif entrant dans le cadre du nouveau dispositif a été réalisé en 2004.

En 2016, la commune comptait 223 habitants, en évolution de +9,85 % par rapport à 2010 (Côtes-d'Armor : +1,78 %, France hors Mayotte : +2,11 %).
| 1793 | 1800 | 1806 | 1821 | 1831 | 1836 | 1841 | 1846 | 1851 |
| ---- | ---- | ---- | ---- | ---- | ---- | ---- | ---- | ---- |
| 645  | 753  | 743  | 893  | 753  | 810  | 871  | 888  | 905  |

| 1856 | 1861 | 1866 | 1872 | 1876 | 1881 | 1886 | 1891 | 1896 |
| ---- | ---- | ---- | ---- | ---- | ---- | ---- | ---- | ---- |
| 825  | 814  | 803  | 779  | 810  | 741  | 712  | 713  | 648  |

| 1901 | 1906 | 1911 | 1921 | 1926 | 1931 | 1936 | 1946 | 1954 |
| ---- | ---- | ---- | ---- | ---- | ---- | ---- | ---- | ---- |
| 626  | 634  | 616  | 535  | 525  | 506  | 455  | 413  | 413  |

| 1962 | 1968 | 1975 | 1982 | 1990 | 1999 | 2004 | 2006 | 2009 |
| ---- | ---- | ---- | ---- | ---- | ---- | ---- | ---- | ---- |
| 390  | 362  | 318  | 256  | 214  | 166  | 218  | 222  | 204  |

| 2014 | 2016 | - | - | - | - | - | - | - |
| ---- | ---- | - | - | - | - | - | - | - |
| 218  | 223  | - | - | - | - | - | - | - |

Hengoat est, après Loc-Envel, la commune de Bretagne dont la population a diminué le plus en pourcentage (- 82 %) entre 1851 et 1999, passant de 905 à 165 habitants entre ces deux dates.

## Lieux et monuments
- Le calvaire est le seul monument historique classé du village de Hengoat datant du XVIIe siècle.
- Église Saint-Maudez.